# Luca Bramati
Luca Bramati (Vaprio d'Adda, 6 november 1968) is een voormalig Italiaans wielrenner/veldrijder. Hij reed in 1991 en 1992 als wielrenprof bij de formaties van Colnago-Lampre (1991) en Lampre-Colnago (1992), maar is vooral bekend geworden als veldrijder. 1996 was zijn topjaar. Hij werd eerste in de eindklassementen van de Superprestige en de Wereldbeker. Bramati eindigde in 1996 als achtste in de olympische mountainbikerace, die in Atlanta voor het eerst op het olympisch programma stond.

## Overwinningen veldrijden

### 1995
- Dijon
- Overijse
- Wetzikon

### 1996
- Eindklassement Superprestige
- Eindklassement Wereldbeker
- Wetzikon
- Padua
- Overijse

### 1997
- Wetzikon

### 1998
- Gabicce Mare

### 2000
- Wängi
- Serramazzoni
- Bolzano

### 2001
- Roncola di Treviolo

### 2002
- Clusone

## Overwinningen
|  |

| Seizoen   | Wereldbeker                                           | Superprestige                      | GvA Trofee | Kampioenschappen | Overige                      | Totaal aantal zeges |
| --------- | ----------------------------------------------------- | ---------------------------------- | ---------- | ---------------- | ---------------------------- | ------------------- |
| 1995-1996 | Wangen, Heerlen, Variano di Basiliano, Eindklassement | Overijse, Wetzikon, Eindklassement |            |                  | Padua                        | 8                   |
| 1996-1997 |                                                       | Overijse, Wetzikon                 |            |                  |                              | 2                   |
| 1997-1998 |                                                       |                                    |            |                  | Gabbica de Mare              | 1                   |
| 1998-1999 |                                                       |                                    |            |                  |                              |                     |
| 1999-2000 |                                                       |                                    |            |                  | Wangi, Bolzano, Serramazzoni | 3                   |
| 2000-2001 |                                                       |                                    |            |                  | Roncola di Treviolio         | 1                   |

Wielerploegen van Luca Bramati
Bincoletto ·
Bono ·
Bontempi ·
Bortolami ·  
Botteon ·
D. Bramati ·
L. Bramati ·
Cortinovis ·
Martinelli · 
Nicoletti ·
Pelliccioli ·
Piasecki ·
Piovani ·
Svorada ·  
Szerszynski · 
Tosi
Belli ·
Bincoletto ·
Bodyk ·
Bono ·
Bontempi ·
Bortolami ·  
D. Bramati ·
L. Bramati ·
Cortinovis ·
Krawczyk ·
Lombardi ·
Martinelli · 
Nicoletti ·
Piovani ·
Spruch ·
Svorada ·  
Szerszynski · 
Tonkov
Abdoezjaparov ·
Allocchio ·
Belli ·
Bono ·
Bortolami ·  
D. Bramati ·
L. Bramati ·
Cortinovis ·
da Silva ·
Fondriest ·
Gualdi ·
Hontsjenkov ·
Lietti ·
Lombardi ·
Oesjakov · 
Spruch ·
Svorada ·  
Szerszynski · 
Tonkov ·
Zen ·
Totschnig (stagiair)